# Psammisia sodiroi
Psammisia sodiroi är en ljungväxtart som beskrevs av Hørold. Psammisia sodiroi ingår i släktet Psammisia och familjen ljungväxter. Inga underarter finns listade i Catalogue of Life.